# Heteromorpheae
Tribu
Les Heteromorpheae sont une tribu de plantes à fleurs de la sous-famille des Apioideae dans la famille des Apiaceae.

## Nom
La tribu des Heteromorpheae est décrite en 2000 par les botanistes Mark Francis Watson et Stephen R. Downie.

## Liste des genres
Selon NCBI :
- Andriana B.-E. van Wyk
- Anginon Raf.
- Anisopoda Baker
- Cannaboides B.-E. van Wyk
- Dracosciadium Hilliard & B. L.
- Glia (Burm.f.) B.L.Burtt
- Heteromorpha Cham. & Schltdl.
- Oreofraga M. F. Watson & E. L. Barclay,
- Polemannia Eckl. & Zeyh.
- Pseudocannaboides B.-E. van Wyk
- Pseudocarum C. Norman
- Tana B.-E. van Wyk